# Aphaneramma
Aphaneramma Woodward, 1904 è un genere estinto di anfibio, appartenente ai Temnospondyli, vissuto nel Triassico inferiore (tra Induano e Olenekiano, circa 251,3-247,2 milioni di anni fa). I suoi resti fossili sono stati rinvenuti in Pakistan, Russia e Norvegia.

## Descrizione
Lungo fino a due metri, questo grande anfibio aveva un aspetto decisamente curioso: il cranio era molto allungato e le mascelle raggiungevano dimensioni spropositate; in proporzione, assomigliavano a quelle dell'attuale gaviale del Gange. Questa caratteristica denota l'afaneramma come un predatore acquatico: probabilmente si spostava attraverso le acque di stagni, laghi e fiumi movendo lateralmente il corpo e la coda. Le zampe ai lati del corpo erano brevi e relativamente deboli, e servivano probabilmente a direzionare l'animale durante il nuoto, oltre che ad aiutarlo a spostarsi durante le brevi escursioni terrestri. Il lungo muso era un'efficace arma per la predazione di pesci e altri piccoli animali acquatici.

## Classificazione
L'afaneramma appartiene a un gruppo di anfibi estinti noti come trematosauroidi (Trematosauroidea), che comprendevano animali adattatisi alla vita in mare aperto (unici tra tutti gli anfibi tranne poche forme attuali).
Al genere Aphaneramma sono state attribuite varie specie: la specie tipo è Aphaneramma rostratum, proveniente dai terreni del Triassico inferiore (Olenekiano) dell'isola di Spitsbergen in Norvegia; altre specie sono A. kokeni dell'inizio del Triassico inferiore (Induano) del Pakistan e A. gavialimimus dell'Olenekiano del Madagascar.